# Площадь Моторостроителей (Казань)
Пло́щадь Мото́рострои́телей (тат. Мотор төзүчелəр мəйданы) — площадь в Авиастроительном районе, в посёлке-микрорайоне Караваево города Казани.

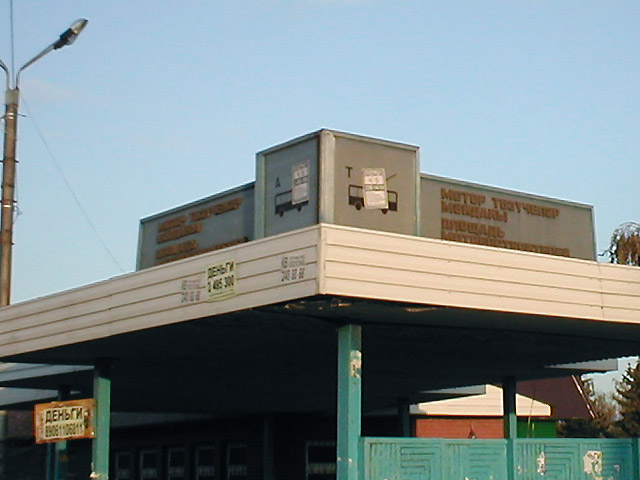
аншлаг на остановочном павильоне на площади

Площадь расположена у неортогонального пересечения улицы Дементьева, проходящей с юго-запада на север, проезда Дементьева, отходящего от площади на северо-восток, и улицы Олега Кошевого, подходящей к площади с запада.
Вторая в Авиастроительном районе и третья заречной части города, площадь была благоустроена в начале 1980-х гг и получила название позже в начале 1990-х гг по расположенному рядом Казанскому моторостроительному производственному объединению (КМПО).
Помимо проезжей части перекрёстка, площадь имеет ведущую к проходным КМПО зелёную зону с аллеей, газонами, клумбами в середине и более крупными зелёными насаждениями по периферии. В центре аллейно-зелёной зоны установлена стела в честь моторостроителей.
В середине 1980-х гг. под перекрёстком площади был сооружён второй в заречной части города и единственный в Авиастроительном районе подземный переход, имеющий торговые киоски и 3 выхода, один из которых закрыт и задействован под автосервис.
Объекты, расположенные или выходящие на площадь:
- проходные и административное здание КМПО;
- автохозяйство КМПО;
- 6-й учебный корпус КГТУ-КАИ имени Туполева со списанным уникальным экземпляром сверхзвукового авиалайнера Ту-144 (свободного прохода к нему нет);
- автостоянка перед КМПО;
- остановочный павильон;
- лицей № 145 с зеленой зоной перед ним на стрелке улицы и проезда Дементьева;
- ГипроНИИавиапром;
- 9-этажное общежитие;
- 5-этажные жилые дома-хрущёвки с торговыми и сервисными заведениями;
- северо-восточный угол парка «Крылья Советов».

Через площадь проходят троллейбусные маршруты № 1, 13 (а также приостановленный 3) и автобусные маршруты № 6, 18, 20, 33, 37, 40, 42, 52, 53, 60, 76, 78, 89, 92, 93 в одностороннем направлении с южной части улицы Дементьева на проезд Дементьева, те же автобусные маршруты кроме № 20, 42, 53, 78 - в обратном направлении с северной части улицы Дементьева на улицу Олега Кошевого, а также № 97 - в одном направлении с южной части улицы Дементьева на улицу Олега Кошевого. Расположенную на площади одноимённую остановку горожане в обиходе чаще называют как 16-й завод.
Ранее предполагалось прохождение под площадью первой линии метрополитена с расположением неподалёку одного из выходов станции «Заводская», но было принято решение перенести трассу и станцию метро «Авиастроительная» в центр жилых кварталов Авиастроительного района в микрорайон Соцгород.

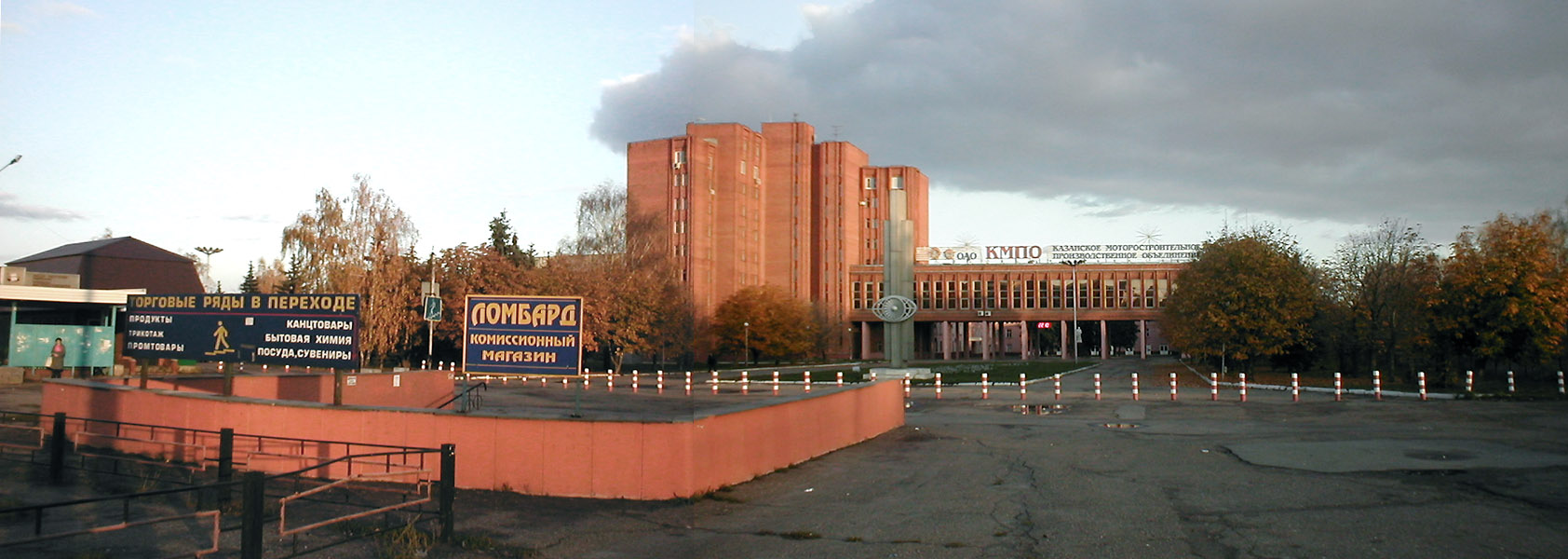
аллейно-зелёная зона и вход в подземный переход на площади

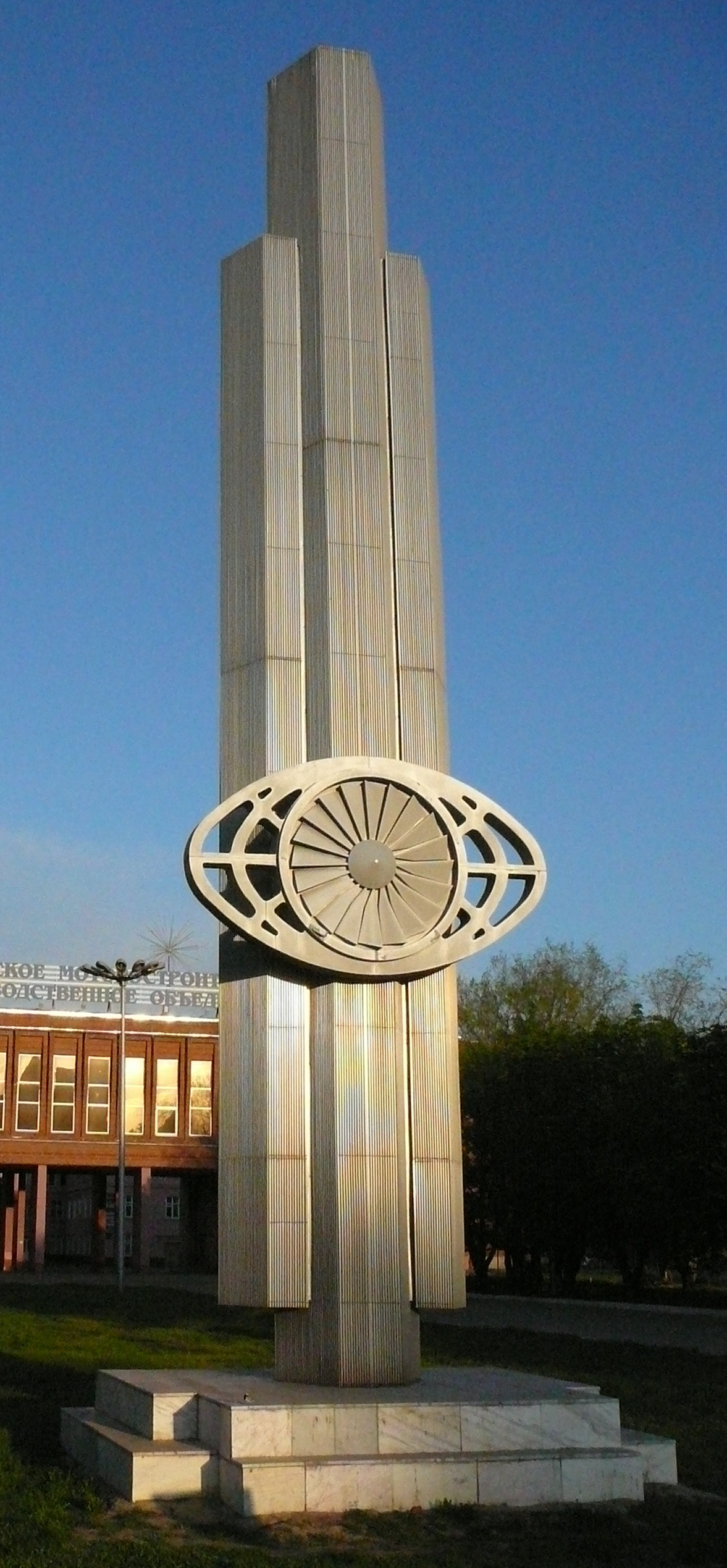
стела на площади перед административным зданием и проходными КМПО

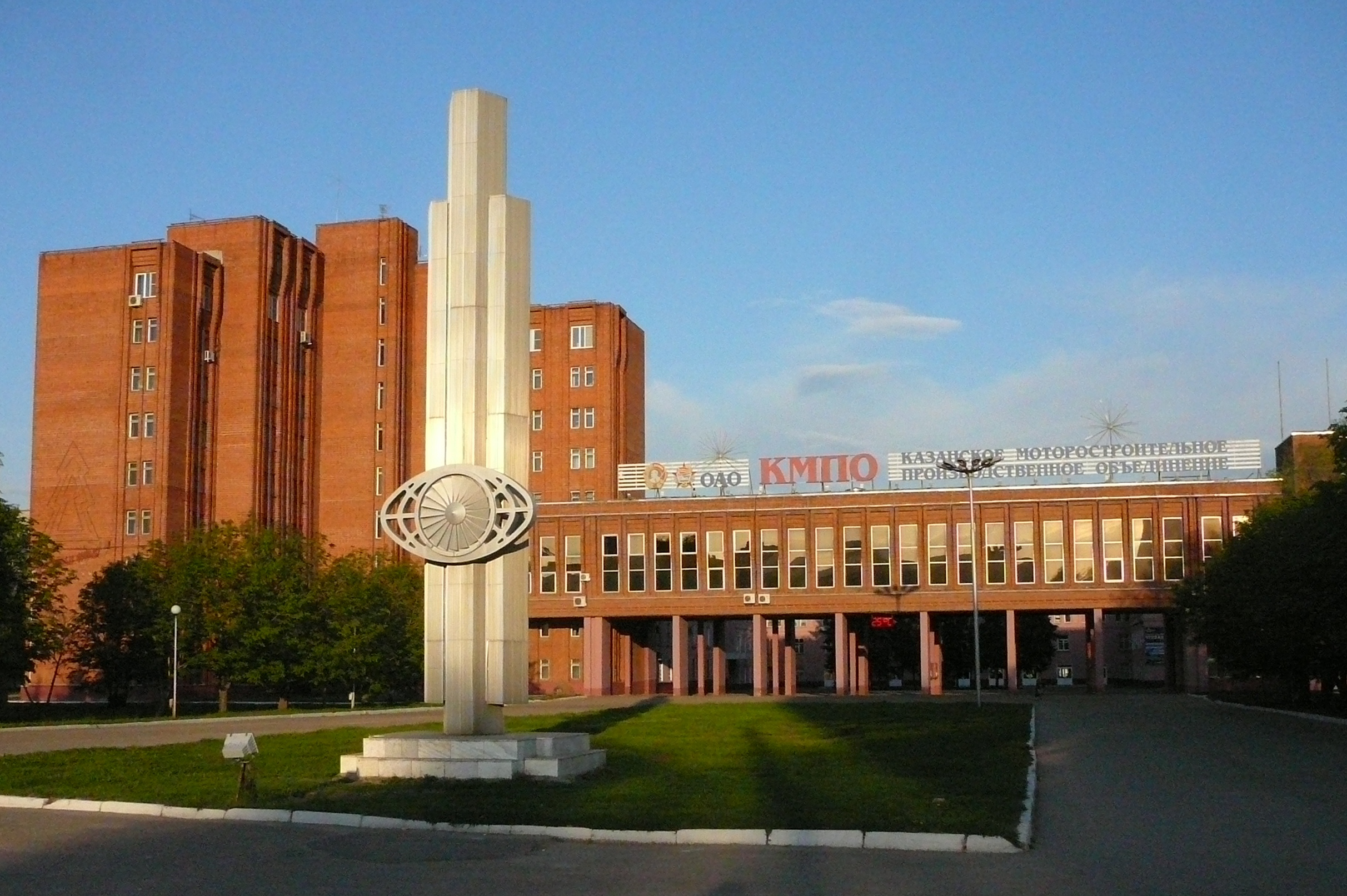
административное здание и проходные КМПО на площади
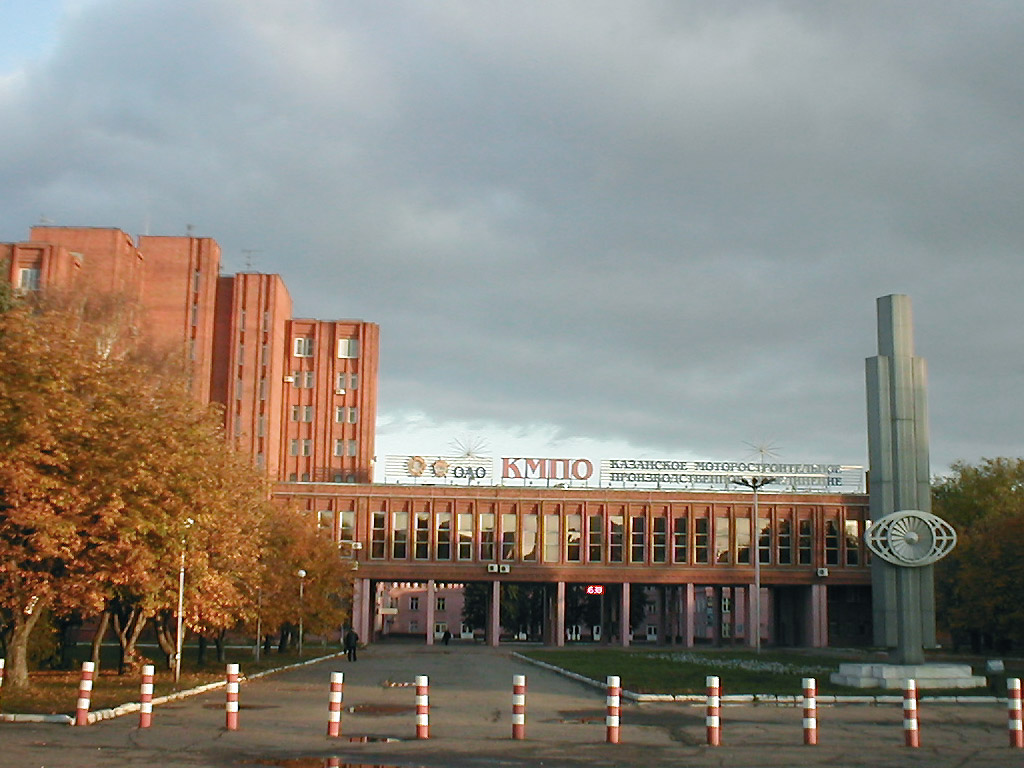
проходные КМПО на площади
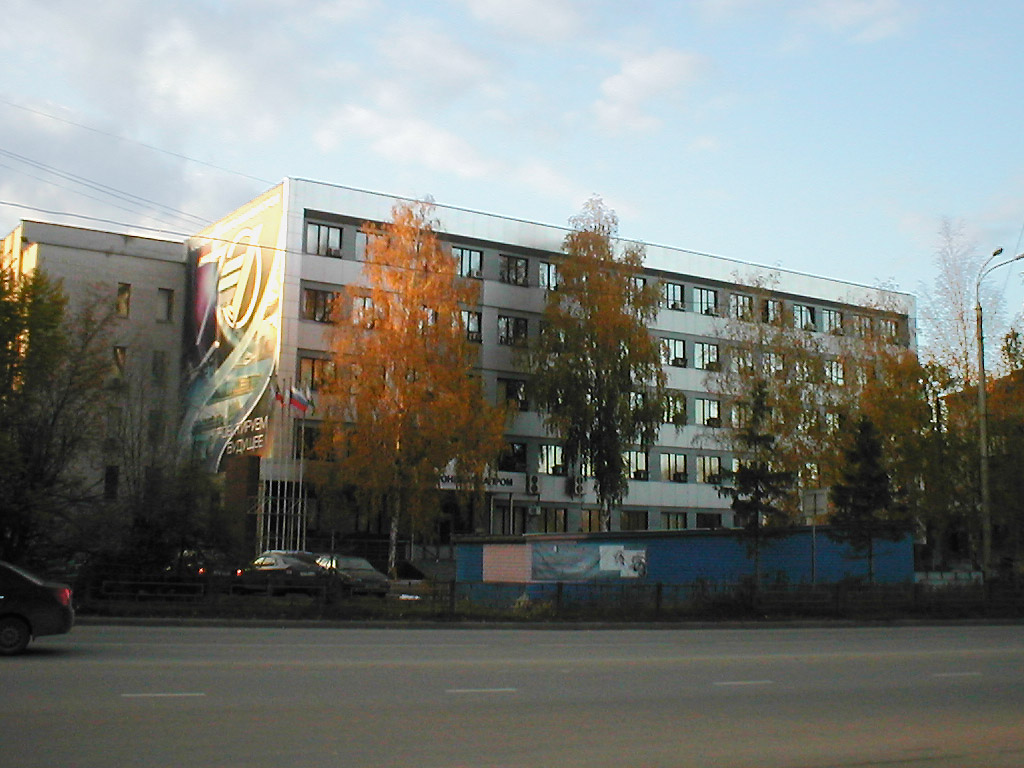
здание ГипроНИИавиапрома на площади
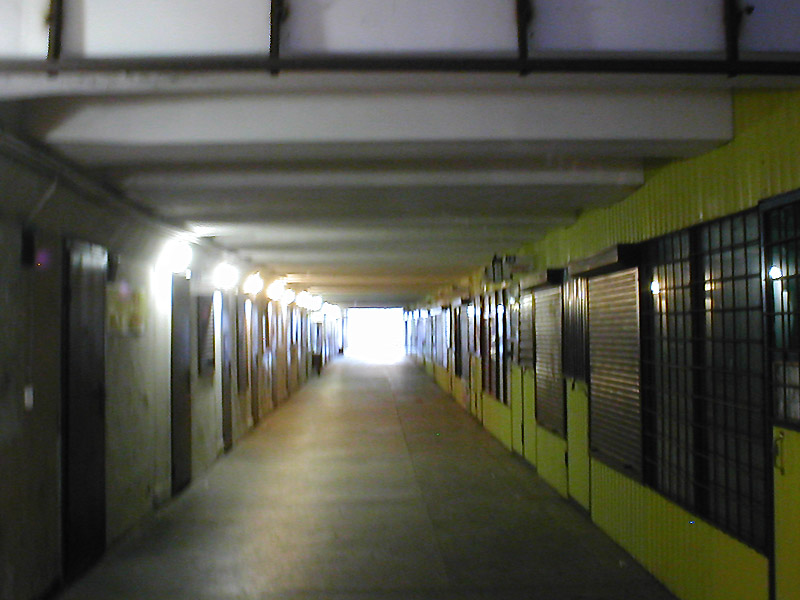
подземный переход под площадью